# Historia del uniforme del Defensor Sporting Club

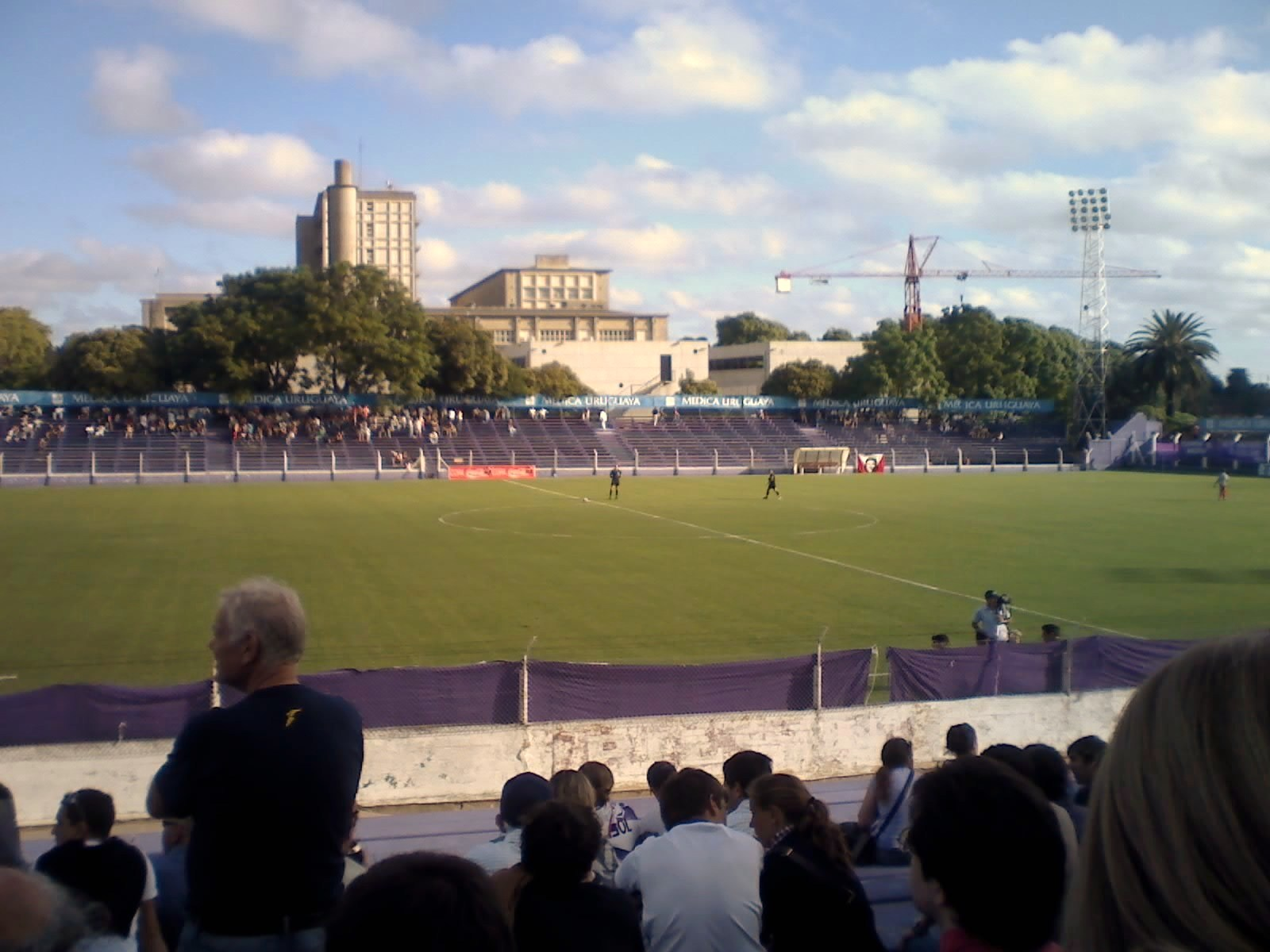
Partido entre Defensor Sporting y Tacuarembó.

## Fundación y colores

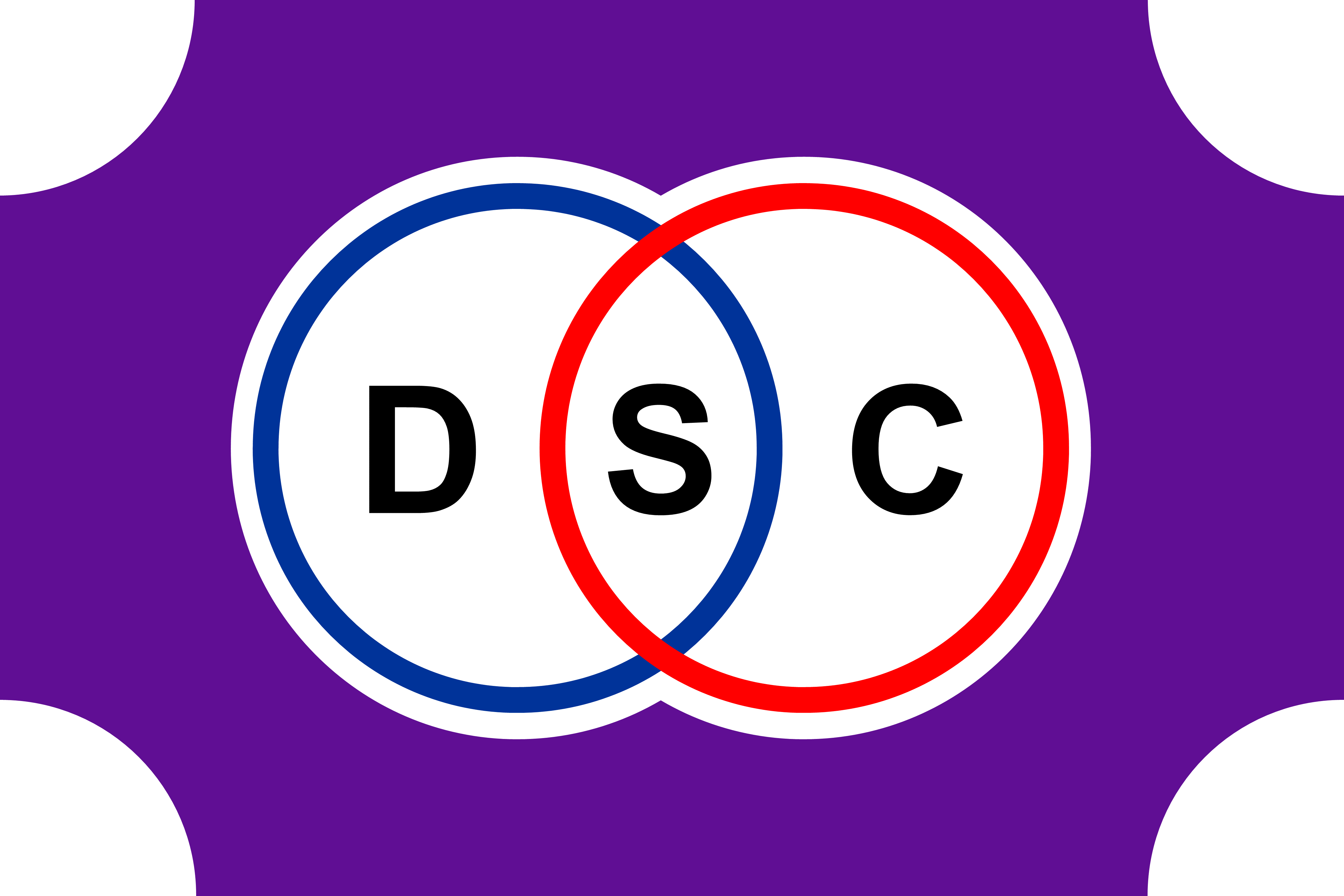
Bandera del club.

Fue fundado el 15 de marzo de 1913 con el nombre de Defensor Football Club, cerca del Parque Urbano, corazón de Punta Carretas. Decididos a jugar oficialmente y vestirse de verde, Alfredo Ghierra le dio el nombre de Defensor. Nicolás Podestá fue el primer presidente. El nombre de "Defensor" proviene de un equipo formado en 1906 por trabajadores de una fábrica de vidrios de Punta Carretas, llamado "Defensores de la Huelga". En la liga, el club Belgrano ya tenía camiseta verde, por lo que tuvieron que pensar otro color. Decidieron usar el color negro con una franja verde o celeste, pero cuando fueron a la Casa de Deportes de Frechou, el único color que tenían de camisetas y que no estaba registrado por ningún otro equipo de la Liga era el violeta.
En las últimas décadas, los símbolos del club pasaron a ser una integración de la identidad histórica del Club Atlético Defensor con influencias del Sporting Club Uruguay, club con el que se fusionó en 1989. Históricamente el equipo se ha identificado por el color violeta, cambiando únicamente la tonalidad del color usado en sus equipos. Por esto mismo, el escudo y la bandera de Defensor Sporting están compuestos por los colores violeta y blanco del C.A. Defensor, incluyendo las iniciales "D.S.C." (Defensor Sporting Club) dentro de los aros rojo y azul, característicos del Sporting Club Uruguay.
Esta simbología está presente en cualquier documentación institucional o disciplina deportiva, destacando el violeta y como colores secundarios el blanco, el azul y el rojo, aunque hay una excepción. Si bien en otras disciplinas Defensor Sporting compite con uniformes violetas, dentro del baloncesto el uniforme habitual del club es de color azul marino, con una franja horizontal blanca en el medio, medida adoptada por respeto a la historia del viejo Sporting Club Uruguay, club con un extenso palmarés dentro del básquetbol uruguayo (el Club Atlético Defensor también tenía baloncesto, pero nunca llegó a sobresalir).

## Uniforme titular
La primera indumentaria fue de color negro, con una banda horizontal en la camiseta de color celeste y bordes verdes. Para el año 1915 ya se quería cambiar la indumentaria y fueron sugeridos los colores rojo y verde para la camiseta, imponiéndose este último como elección mayoritaria. Pero cuando fueron a registrar la indumentaria oficial en la asociación se les negó utilizar camiseta verde ya que ésta la tenía registrada con anterioridad el ya desaparecido club Belgrano de Montevideo. Decididos a cambiar de todas formas la indumentaria negra, los miembros fueron a una tienda y compraron las camisetas que estaban en oferta y que eran de color violeta, el cual era de los pocos colores que no utilizaba ningún otro club.
Actualmente, el color violeta de sus indumentarias es todo un símbolo de la institución. A lo largo de casi toda su historia, Defensor ha tenido uniformes titulares de color violeta, pero ha tenido algunas variaciones en short y medias. En la actualidad el uniforme es preferentemente todo de color violeta.

### Evolución
| 1913-1914 | 1915-2007 | 1922-1925 | 1960s-80s y 1993 | 2007-adelante | 2010-11 Kappa | 2011-12 Penalty |

| 2012-13 Penalty | 2014-2015 Mass | 2015-2016 Mass | 2016-2018 Mass | 2018-2020 Umbro | 2020-2021 Puma | 2022-2023 Puma |

## Uniforme alternativo
En cuanto a las indumentarias de alternativa, éstas han sido tradicionalmente de color blanco, exceptuando la camiseta alternativa de 1989, la cual fue de color azul dada la fusión con el club Sporting. Mayoritariamente en la remera se utilizó una franja horizontal violeta, aunque en ocasiones la camiseta fue blanca lisa.
En cuanto a las indumentarias de alternativa, éstas han sido tradicionalmente de color blanco, con una banda horizontal en la casaca de color violeta, la cual fue de color azul en 1989 dada la fusión con el club Sporting.
En la liguilla del año 2001, el club entró a jugar frente a Danubio con una novedosa camiseta de varias bandas horizontales violetas sobre fondo blanco, la cual tan sólo fue utilizada 45 minutos, ya que el juez ordenó el cambio de casaquilla dado que confundía mucho la diferenciación de los dos equipos. Pese al escaso tiempo de utilizada, se convirtió en muy popular entre los parciales violetas. En el 2013 con motivo de los 100 años del Club Atlético Defensor se presentó una camiseta negra con una franja diagonal violeta, la cual se utilizó en el partido ante River Plate por la última fecha del Apertura 2013.

### Evolución
| 1989 | 2001 | 2009 | Especial 100 años | Actualidad | 2010-11 |

| 2012-13 | 2013-14 | 2015 | 2018-2020 Umbro | 2020-2021 Puma | 2022-2023 Puma |

## Proveedores y patrocinadores
| Proveedores y patrocinadores | Proveedores y patrocinadores  | Proveedores y patrocinadores | Proveedores y patrocinadores | Proveedores y patrocinadores | Proveedores y patrocinadores | Proveedores y patrocinadores |
| Período                      | Proveedor                     | Patrocinador principal       | Dorsal superior              | Manga                        | Dorsal Inferior              | Patrocinador secundario      |
| ---------------------------- | ----------------------------- | ---------------------------- | ---------------------------- | ---------------------------- | ---------------------------- | ---------------------------- |
| 1980-1983                    | Adidas                        |                              |                              |                              |                              |                              |
| 1984-1990                    | Lee                           |                              |                              |                              |                              |                              |
| 1991-1992                    | Topper                        | Credisol                     |                              |                              |                              |                              |
| 1992-1996                    | Enerre                        | Credisol                     | Garoto                       |                              |                              |                              |
| 1997                         | Penalty                       | Credisol                     | Garoto                       |                              |                              |                              |
| 1997-2000                    | Topper                        | Credisol                     | Garoto                       |                              |                              |                              |
| 2001                         | Olympikus (Libertadores 2001) | Baggio                       | Garoto                       |                              |                              |                              |
| 2001-2002                    | Topper                        | Baggio                       | Garoto                       |                              |                              |                              |
| 2003                         | Meta                          | Garoto                       |                              |                              |                              |                              |
| 2004                         | Covadonga                     | Voltaren                     | Garoto                       |                              |                              |                              |
| 2005                         | Rainha                        | Voltaren                     | Garoto                       |                              |                              |                              |
| 2006                         | Uhlsport                      | Médica Uruguaya              |                              | CITA                         |                              |                              |
| 2007                         | Uhlsport                      | Médica Uruguaya              | Sonda S.A Autodesk           | CITA                         |                              |                              |
| 2007                         | Meta                          | Médica Uruguaya              | Sonda S.A Autodesk           | CITA                         | Portezuelo                   |                              |
| 2008                         | Kappa                         | Médica Uruguaya              | Sonda S.A Autodesk           | CITA                         | Portezuelo                   |                              |
| 2009-2010                    | Kappa                         | Médica Uruguaya              | Sonda S.A Autodesk           | CITA                         | Portezuelo                   | Ancel                        |
| 2011-2012                    | Penalty                       | Médica Uruguaya              | Sonda S.A Autodesk           | CITA                         | Portezuelo                   | Antel                        |
| 2013-2014                    | Mass                          | Médica Uruguaya              | Punta Ballena                | CITA                         |                              | Antel                        |
| 2015-2016                    | Mass                          | Médica Uruguaya              | Punta Ballena                | CITA                         | Redpagos                     | Antel                        |
| 2017                         | Mass                          | Médica Uruguaya              | Punta Ballena                | EGA Rutas del plata Nativa   | Redpagos                     | Antel                        |
| 2018-2020                    | Umbro                         | Médica Uruguaya              |                              | EGA Rutas del plata          | Redpagos                     | Antel                        |
| 2020-2021                    | Puma                          | Médica Uruguaya              | Changan                      | EGA Rutas del plata          |                              | Antel                        |
| 2021                         | Puma                          | Médica Uruguaya              | Changan                      | EGA Rutas del plata          | Prex                         | Antel                        |
| 2022-2023                    | Puma                          | Médica Uruguaya              | Changan                      |                              |                              |                              |
| 2023-2025                    | Puma                          | Médica Uruguaya              | Byd                          |                              |                              |                              |
| 2025-presente                | Kelme                         | Médica Uruguaya              |                              |                              |                              |                              |